# Partido pelos Animais
O Partido pelos Animais (neerlandês: Partij voor de Dieren (PvdD)) é um partido político de esquerda dos Países Baixos.

## História
O Partido pelos Animais foi fundado em outubro de 2002 por ativistas dos direitos dos animais, como Marianne Thieme, Ton Dekker e Lieke Keller, em reação ao Governo Balkenende I, que aplicava uma política considerada hostil aos animais. A crítica também se dirigia a partidos de esquerda ecologista, como a Esquerda Verde. Foi fundado como um partido testimonial, ou seja, como um partido que não aspira chegar ao poder, mas influenciá-lo.
O primeiro programa partidário para as eleições parlamentares de 22 de janeiro de 2003 não se limitou a focar só no bem-estar animal, mas também na economia, cultura, saúde e bem-estar, tráfego, meio ambiente e educação. Apesar de ter sido fundado a apenas 3 meses das eleições, o PvdD apresentou listas em todas as províncias, excepto em Overissel, obtendo 47 754 votos (0,49%), perto de eleger 1 representante.
Nas eleições parlamentares europeias de 2004 obteve 153 432 votos (3,2%), não conseguindo nenhum deputado.
Durante as eleições gerais holandesas de 2006, o PvdD obteve 179,988 votos (1,8%), conseguindo votos suficientes para eleger 2 deputadas e teve o apoio de grandes celebridades neerlandesas, como os Maarten 't Hart e Jan Wolkers.
Nas suas primeiras eleições municipais nos Países Baixos em 2010, ganhou 6 assentos.
Nas eleições gerais nerlandesas de 9 de junho de 2010, o PvdD continuou com 2 deputados na Câmara dos Representantes com 122,317 votos (1,3%). Nas eleições gerais holandesas de 2012, o partido obteve 182,162 votos, um aumento de 45%, mas com um pouco menos de 2% do voto popular, não garantindo um terceiro assento na Câmara dos Deputados.

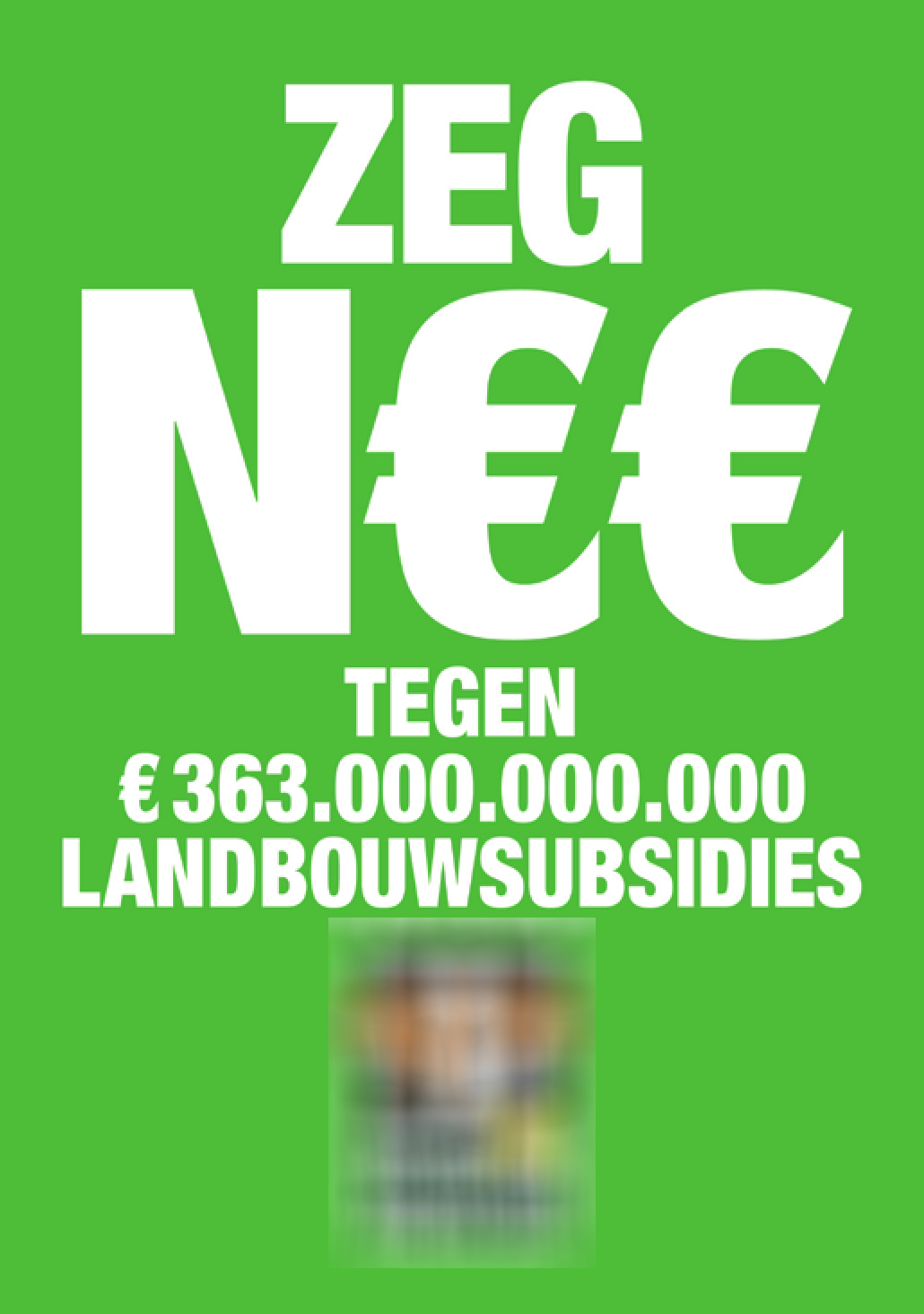
Cartaz do partido para as Eleições europeias de 2014.

Em 2014, o partido conseguiu garantir votos suficientes para entrar, pela primeira vez, no Parlamento Europeu, elegendo a sua cabeça de lista Anja Hazekamp, conseguindo também o maior número de votos até então, 199 438 votos.
Nas eleições gerais nos Países Baixos em 2017, o PvdD quase triplicou a sua representação parlamentar, conseguindo 5 deputados e 335 214 vots, o melhor resultado da história para o partido. O crescimento eleitoral continuou nas eleições municipais de 2018, quando o partido conseguiu eleger 30 deputados municipais, alcançando 7% em Amesterdão e 5% em Haia. Em 2019, o partido consegue, pela primeira vez, representação em todos os Provinciale Staten e, assim, conseguindo eleger um terceira representante para a Primeira Câmara (nos Países Baixos, as assembleias provinciais elegem dos representantes à câmara alta do país). Em maio, nas eleições europeias, o partido reelegeu a sua cabeça de lista.

## Ideologia e propostas
Apesar do PvdD ter sido fundado com o propósito de dar uma maior voz à defesa dos direitos dos animais, as propostas que o partido apresenta não se limitam a esta área, alargando-se também ao aprofundamento da democracia participativa e à autodeterminação do ser humano. Algumas das seguintes propostas encontram-se no manifesto do partido:
| - Fim da forma atual de jardim zoológico como prisões de animais. - Requisitos de bem-estar mais rigorosos para animais numa fazenda infantil. - Expansão da proibição de animais selvagens no circo. - Restringir fortemente a venda de animais. - IVA baixo para forragem animal. - Colaboração para combater a crueldade com animais no exterior. - Proibir a caça de animais ameaçados no exterior. - Constitucionalização dos direitos dos animais. - Fim dos testes com animais. - Fim do confinamento. - Fim dos abusos na avicultura. - Incentivos à agricultura sustentável/orgânica. - Proibição da manipulação genética de plantas. - Proibição de pesticidas para combater o distúrbio do colapso das colónias. - Proteção da natureza holandesa-caribenha. - Combater o abate ilegal de árvores. - Fim do abate animal - Investimento nas energias 100% renováveis. - Encerramento de centrais nucleares. - Fim dos subsídios à biomassa. | - Acordo climático decisivo e justo. - Padrões de qualidade do ar mais rigorosos. - Uso sustentável dos recursos naturais. - Alimentos 100% orgânicos nas cantinas escolares. - Combater o desperdício de alimentos. - Reinstituição do imposto de vôo. - Educação sustentável no ensino primário e secundário. - Fim dos cortes na saúde. - Liberdade individual em relação à eutanásia e ao aborto. - Combater a evasão fiscal. - Economia circular. - Introdução de um imposto de carne. - Reembolso de contratos de mútuo sem penalidades - Papel do governo no combate à escassez de matérias-primas. - Incluir os efeitos ambientais nos tratados fiscais e de investimento. - Estimular projetos-piloto de Renda básica universal. - Maiores garantias para freelancers. - Flexibilização das pensões. - Restringindo o direito ao armamento. - Democracia mais direta, utilizando referendos. |

## Eleitorado
O eleitorado do PvdD está concentrado na região urbana de Randstad, especialmente em Amsterdão e Haia e, geralmente, em cidades grandes e médias. Por outro lado, no chamado Cinturão Bíblico dos Países Baixos (área rural e protestante ortodoxa), o partido tem um desempenho mais fraco, especialmente em Urk.

## Ações
Para além da representação parlamentar, o partido também realiza outras ações de campanha, como a edição de livros e realização de documentários como One Single Planet, Meat the Truth, Sea the Truth e #Powerplant pela Fundação Nicolaas G. Pierson.

## Organização

### Estrutura organizacional
O órgão máximo do PvdD é o congresso, composto pelos membros do partido que têm direito a voto e os presentes na reunião. Reúne-se pelo menos uma vez por ano e é convocado pelo conselho do partido. O conselho do partido é composto por sete membros.
O Partido para os Animais é regionalmente ativo com 6 departamentos e 6 grupos de trabalho provinciais. Vários grupos de trabalho podem existir num departamento. Os membros ativos se reúnem regularmente num departamento ou grupo de trabalho para delinear a estratégia do partido a nível local e dão apoio nas ações de campanha do partido a nível nacional. Os frupos de trabalho reúnem-se uma vez por mês. Cada grupo de trabalho tem seu próprio coordenador, que também age como elo de ligação entre a estrutura local e a nacional.

#### Membros do conselho
- Ruud van der Velden (presidente)
- Elze Boshart (secretária)
- Gerard Kuipers (tesoureiro)
- Marjolein Heesters (membro)
- Ruud van der Velde (membro)
- Floriske van Leeuwen (membro)
- Lia van Dijk (membro)

#### Presidentes do Partido
- 2002-2010: Marianne Thieme
- 2010-2015: Luuk Folkerts
- 2015-2016: Marianne Thieme
- 2016-2019: Floriske van Leeuwen
- 2019-2019: Sebastiaan Wolswinkel
- 2019-presente: Ruud van der Velden

### Organizações vinculadas
O instituto científico do partido é chamado "Fundação Nicolaas G. Pierson" (abreviado como NGPF), que tem como objetivo realizar pesquisas científicas e ampliar o conhecimento e consciencialização sobre questões de importância social, em particular no que diz respeito aos temas centrais do bem-estar animal, direitos dos animais, sustentabilidade e natureza. O NGPF concentra-se em analisar e apresentar alternativas que possam contribuir para a criação de uma sociedade mais amiga dos animais e sustentável. O NGPF é conhecido, entre outras coisas, pelos documentários "Meat the Truth" sobre os efeitos climáticos do consumo de carne e "Sea the Truth" sobre a destruição da vida marinha.
A organização juvenil do PvdD é a chamada PINK!, fundada a 12 de setembro de 2006.

### Organizações internacionais

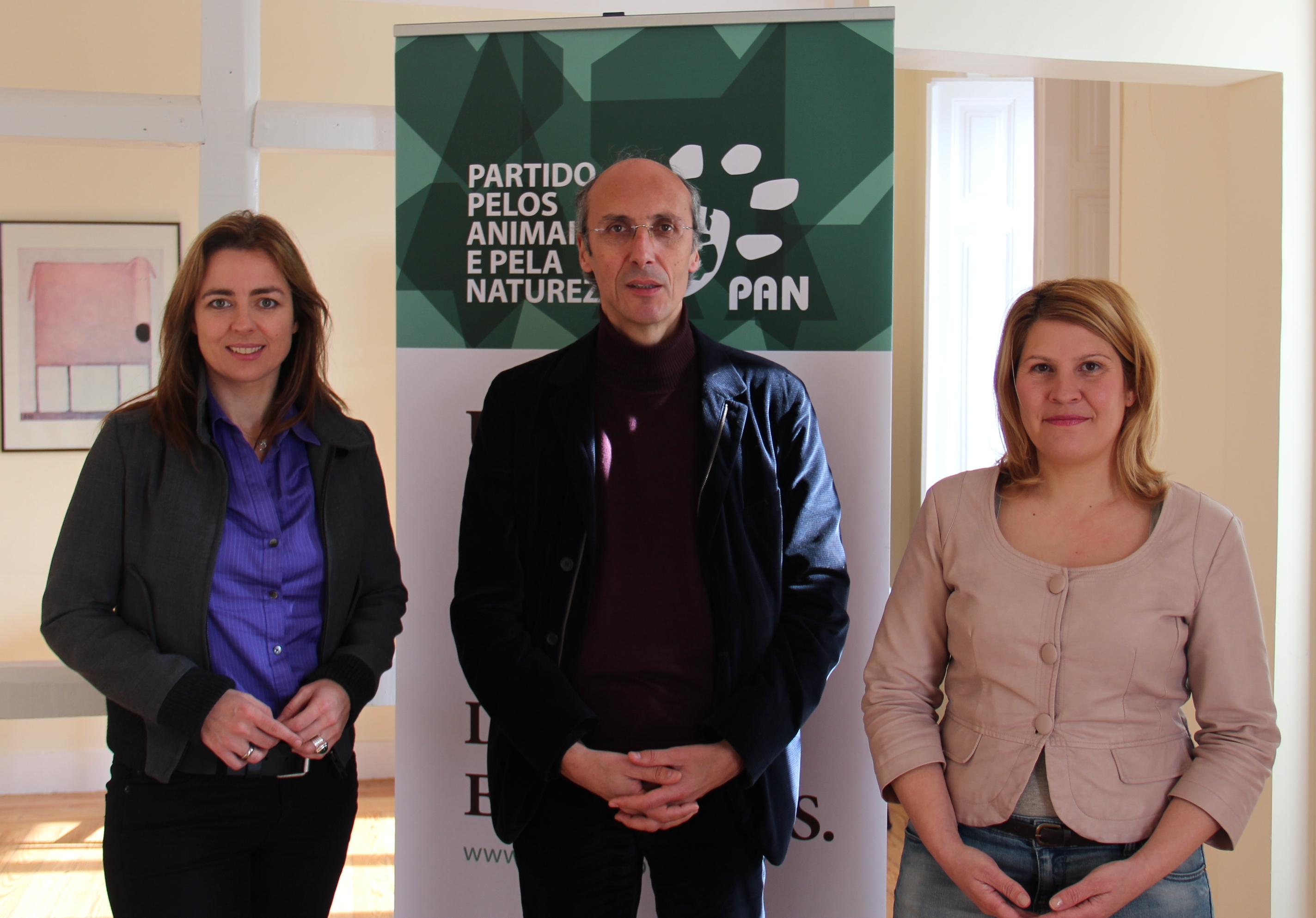
Encontro entre os partidos animalistas holandês (PvdD, representado por Marianne Thieme, à esquerda), português (PAN, representado por Paulo Borges, ao centro) e espanhol (PACMA, representado por Silvia Barquero, à direita) celebrado em Lisboa a 8 de janeiro de 2014.

O PvdD estabeleceu uma instituição subsidiária em 2012 para a futura internacionalização do partido. Esta é a Fundação Política Animal (APF). Há um site internacional e um 'worldlog' semanal de Marianne Thieme em 11 idiomas. Congressos internacionais estão a ser organizados, como em 2013 em Istambul, 2014 em Belgrado e 2015 em Tirana. Além disso, há intercâmbio de colaboração e conhecimento com congéneres europeus, como o Partido dos Animais (Suécia) e o Partido do Bem-Estar Animal (Reino Unido).
Além do PvdD, existem agora 19 partidos em todo o mundo com os mesmos objetivos que o PvdD, representado em países como a Austrália, Brasil, Alemanha, França, Portugal, Espanha e Estados Unidos.

## Resultados eleitorais

### Eleições legislativas

#### Segunda Câmara

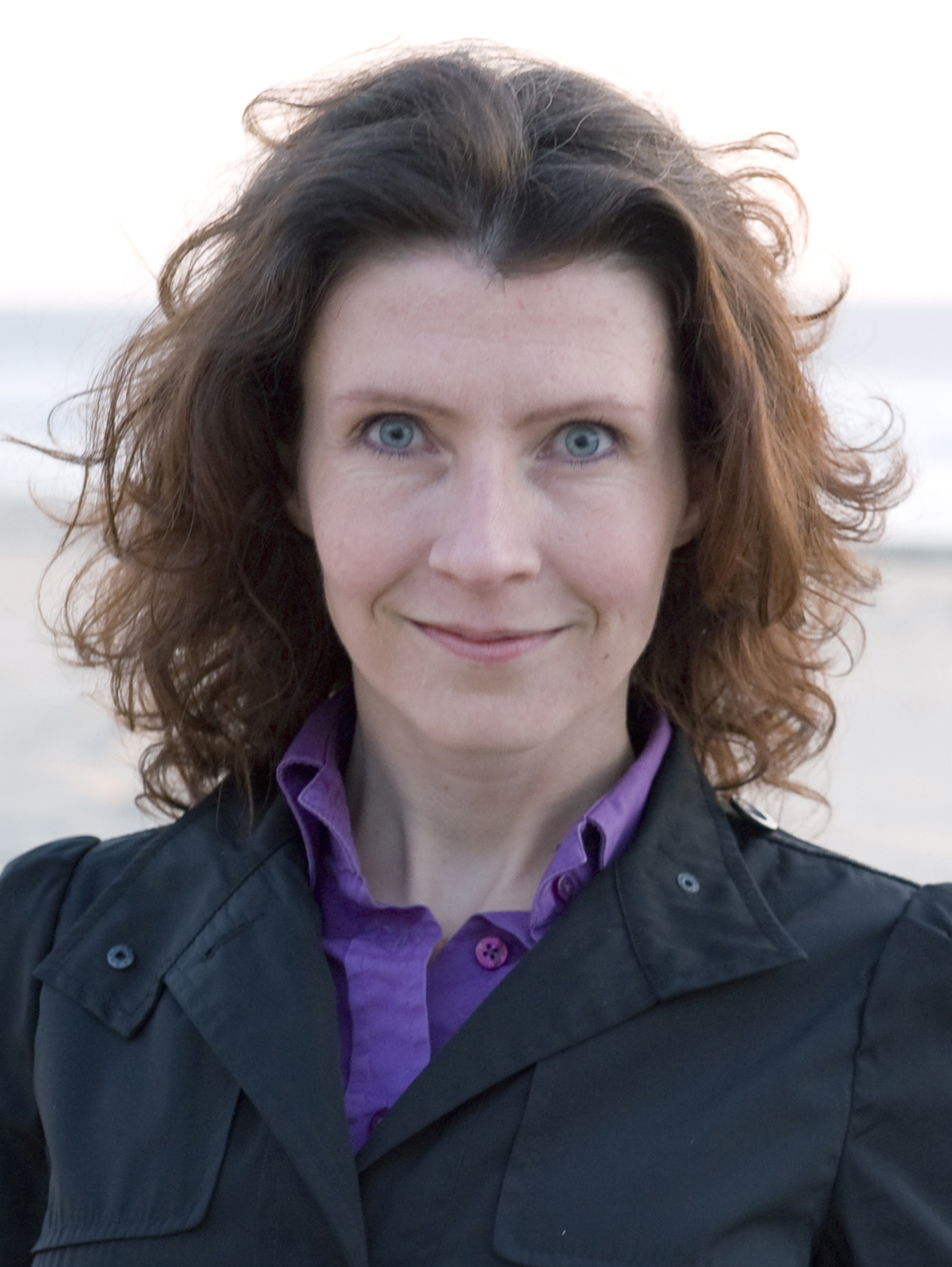
Esther Ouwehand, líder do partido na Segunda Câmara.

| Data | Líder           | Cl.  | Votos   | %            | +/-  | Deputados | +/-     | Status            |
| ---- | --------------- | ---- | ------- | ------------ | ---- | --------- | ------- | ----------------- |
| 2003 | Marianne Thieme | 10.º | 47 754  | 0,49 / 100,0 |      | 0 / 150   |         | Extra-parlamentar |
| 2006 | Marianne Thieme | 9.º  | 179 988 | 1,83 / 100,0 | 1,34 | 2 / 150   | 2       | Oposição          |
| 2010 | Marianne Thieme | 10.º | 122 317 | 1,30 / 100,0 | 0,53 | 2 / 150   | Estável | Oposição          |
| 2012 | Marianne Thieme | 9.º  | 182 162 | 1,93 / 100,0 | 0,63 | 2 / 150   | Estável | Oposição          |
| 2017 | Marianne Thieme | 10.º | 335 214 | 3,19 / 100,0 | 1,26 | 5 / 150   | 3       | Oposição          |

#### Primeira Câmara

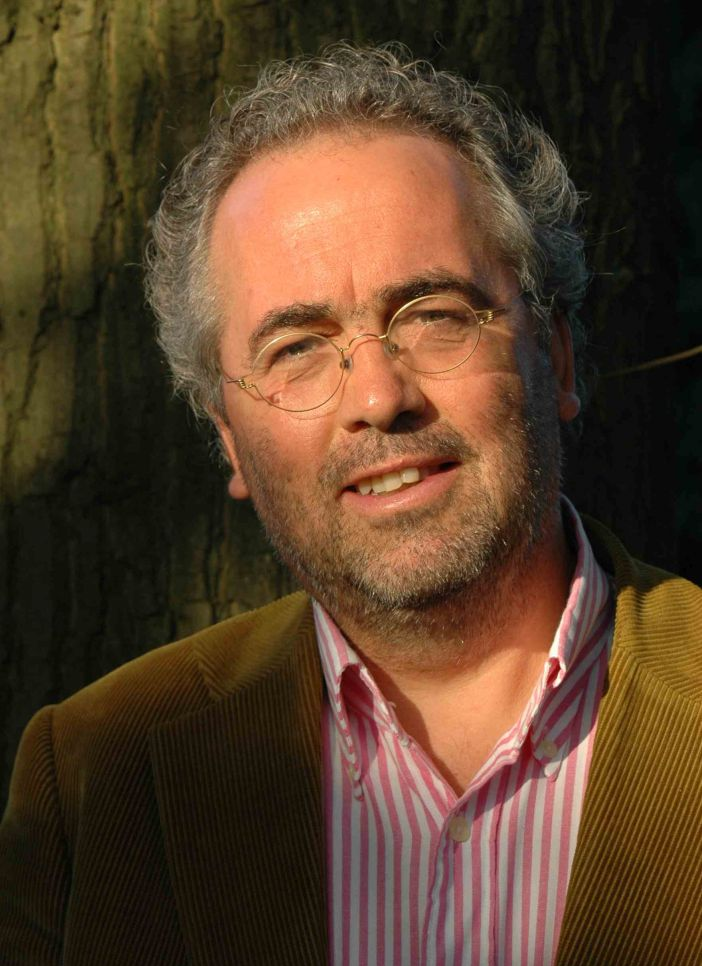
Niko Koffeman, líder do partido na Primeira Câmara.

| Data | Líder         | Cl.  | Votos | %            | +/-  | Deputados | +/-     | Status   |
| ---- | ------------- | ---- | ----- | ------------ | ---- | --------- | ------- | -------- |
| 2007 | Niko Koffeman | 8.º  | 3 366 | 2,06 / 100,0 |      | 1 / 75    |         | Oposição |
| 2011 | Niko Koffeman | 11.º | 2 177 | 1,31 / 100,0 | 0,75 | 1 / 75    | Estável | Oposição |
| 2015 | Niko Koffeman | 9.º  | 6 073 | 3,59 / 100,0 | 2,28 | 2 / 75    | 1       | Oposição |
| 2019 | Niko Koffeman | 10.º | 6 550 | 3,78 / 100,0 | 0,19 | 3 / 75    | 1       | Oposição |

### Eleições europeias

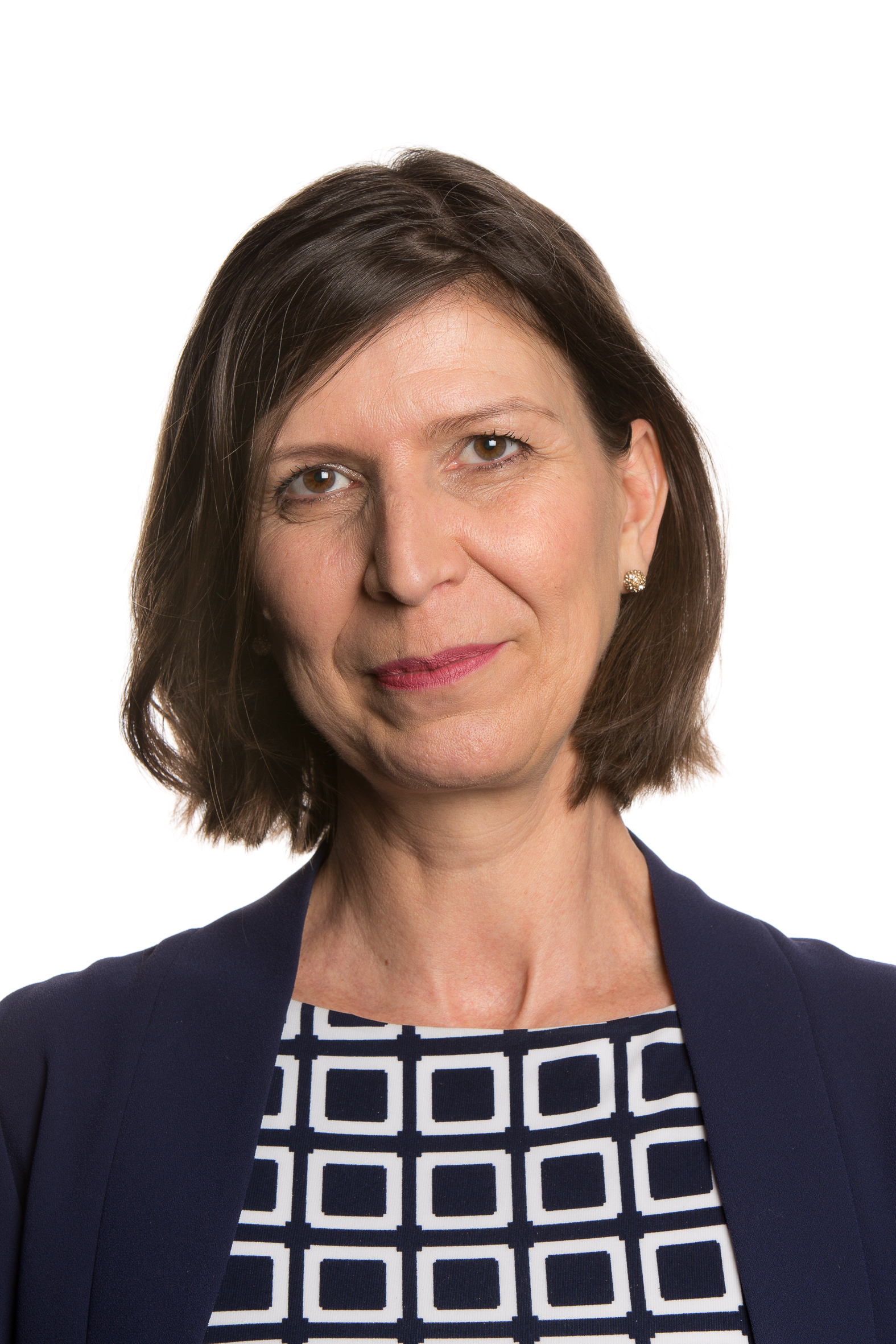
Anja Hazekamp, representante do partido no Parlamento Europeu.

| Data | Cabeça de lista   | Cl. | Votos   | %            | +/-  | Deputados | +/-     |
| ---- | ----------------- | --- | ------- | ------------ | ---- | --------- | ------- |
| 2004 | Marianne Thieme   | 9.º | 153 432 | 3,22 / 100,0 |      | 0 / 27    |         |
| 2009 | Natasja Oerlemans | 9.º | 157 735 | 3,46 / 100,0 | 0,24 | 0 / 25    | Estável |
| 2014 | Anja Hazekamp     | 9.º | 199 438 | 4,21 / 100,0 | 0,85 | 1 / 26    | 1       |
| 2019 | Anja Hazekamp     | 9.º | 220 938 | 4,02 / 100,0 | 0,19 | 1 / 26    | Estável |

### Eleições municipais
| Data | Cl.  | Votos  | %             | +/-  | Lugares    | +/- |
| ---- | ---- | ------ | ------------- | ---- | ---------- | --- |
| 2010 | 16.º | 19 717 | 0,30 / 100,00 |      | 6 / 8 654  |     |
| 2014 | 12.º | 35 055 | 0,52 / 100,00 | 0,22 | 12 / 8 454 | 6   |
| 2018 | 12.º | 80 904 | 1,19 / 100,00 | 0,67 | 30 / 7 886 | 18  |

### Eleições provinciais
| Províncias        | 2007    | 2011    | 2011    | 2015     | 2015 | 2019     | 2019    |
| ----------------- | ------- | ------- | ------- | -------- | ---- | -------- | ------- |
| Brabante do Norte | 1 / 55  | 1 / 55  | Estável | 2 / 55   | 1    | 2 / 55   | Estável |
| Drenthe           | 0 / 41  | 0 / 41  | Estável | -        |      | 1 / 41   |         |
| Flevolândia       | 1 / 39  | 1 / 39  | Estável | 2 / 41   | 1    | 2 / 41   | Estável |
| Frísia            | 0 / 43  | 0 / 43  | Estável | 1 / 43   | 1    | 1 / 43   | Estável |
| Guéldria          | 1 / 53  | 1 / 55  | Estável | 2 / 55   | 1    | 2 / 55   | Estável |
| Groninga          | 1 / 43  | 1 / 43  | Estável | 2 / 43   | 1    | 1 / 43   | 1       |
| Holanda do Norte  | 2 / 55  | 1 / 55  | 1       | 3 / 55   | 2    | 3 / 55   | Estável |
| Holanda do Sul    | 1 / 55  | 1 / 55  | Estável | 2 / 55   | 1    | 2 / 55   | Estável |
| Limburgo          | 1 / 47  | 0 / 47  | 1       | 1 / 47   | 1    | 1 / 47   | Estável |
| Overissel         | 0 / 47  | 0 / 47  | Estável | 1 / 47   | 1    | 1 / 47   | Estável |
| Utrecht           | 1 / 47  | 1 / 47  | Estável | 2 / 49   | 1    | 2 / 49   | Estável |
| Zelândia          | -       | -       |         | -        |      | 1 / 39   |         |
| Países Baixos     | 9 / 564 | 7 / 566 | 2       | 18 / 570 | 11   | 20 / 570 | 2       |

## Comparação internacional
O PvdD foi pioneiro no mundo na constituição de partidos defensores dos direitos dos animais. Desde 2014, o partido colabora na Europa através do Animal Politics EU.